# Tjchaltabergen
Tjchaltabergen (georgiska: ჩხალთის ქედი, Tjchaltis kedi), eller Abchaziska bergen (აფხაზეთის ქედი, Apchazetis kedi) är en bergskedja i Georgien. Den ligger i den nordvästra delen av landet, i den autonoma republiken Abchazien.